# NGC 6180
NGC 6180 је елиптична галаксија у сазвежђу Херкул која се налази на NGC листи објеката дубоког неба.
Деклинација објекта је + 40° 32' 23" а ректасцензија 16h 30m 33,9s. Привидна величина (магнитуда) објекта NGC 6180 износи 14,1 а фотографска магнитуда 15,1. NGC 6180 је још познат и под ознакама MCG 7-34-95, CGCG 224-58, PGC 58386.